# Titularbistum Achyraus
Achyraus  (ital.: Achirao) ist ein Titularbistum der römisch-katholischen Kirche. 
Es geht zurück auf ein früheres Bistum der antiken und byzantinischen Stadt Achyraos an der asiatischen Seite der Dardanellen. Es gehörte der Kirchenprovinz Kyzikos an.
| Titularbischöfe von Achyraus |                                 |                                                           |               |                 |
| Nr.                          | Name                            | Amt                                                       | von           | bis             |
| 1                            | Antonio Codina OESA             | Weihbischof in Barcelona (Spanien)                        | 7. Mai 1548   | 1557            |
| 2                            | Victor Bazin MEP                | Apostolischer Vikar von Rangoon (Birma)                   | 7. Mai 1953   | 1. Januar 1955  |
| 3                            | Cesário Alexandre Minali OFMCap | Prälat von Alto Solimões, Prälat von Carolina (Brasilien) | 1. März 1955  | 13. Juni 1969   |
| 4                            | Augustín Van Aaken SVD          | Prälat von Alto Paraná (Paraguay)                         | 25. Juli 1972 | 11. August 1990 |